# Kadri Ögelman
Kadri Ögelman (* 1906 in Denizli; † 1986 Istanbul) war ein türkischer Schauspieler, Kabarettist, Filmproduzent und Filmregisseur.

## Biografie
Aufgewachsen in Denizli und Istanbul, absolvierte er die Devlet-Güzel-Sanatlar-Akademie in Istanbul. Später debütierte er im Stadttheater Istanbul (türk. İstanbul Şehir Tiyatroları). Seine ersten wichtigen Rollen waren in den Filmen Sözde Kızlar und Leblebici Horhor Ağa. 

## Filmografie
Darsteller
- 1924: Sözde Kızlar
- 1933: Leblebici Horhor Ağa
- 1938: Aynaroz Kadısı
- 1940: Akasya Palas
- 1940: Şehvet Kurbanı
- 1945: Köroğlu
- 1946: Harman Sonu (Köy Güzeli)
- 1946: Kızılırmak-Karakoyun
- 1946: Senede Bir Gün
- 1947: Büyük İtiraf
- 1947: Karanlık Yollar
- 1948: Çıldırtan Kadın
- 1948: Silik Çehreler
- 1949: Er Meydanı
- 1949: Kanlı Döşek
- 1950: Çete
- 1951: Barbaros Hayrettin Paşa
- 1951: Demir Perde
- 1952: Kahpenin Kızı
- 1952: Kanun Namına
- 1953: Balıkçı Güzeli / 1002. Gece
- 1953: Halıcı Kız
- 1953: Kaldırım Çiçeği
- 1953: Kanlı Para
- 1954: Garibin Aşkı
- 1954: Tek Kollu Canavar
- 1954: Üvey Ana / Bar Kadını
- 1955: Battal Gazi Geliyor
- 1956: Evlat Hasreti
- 1957: Kör Kuyu
- 1957: Lejyon Dönüşü
- 1957: Namus Düşmanı
- 1958: Günahkarlar Cenneti
- 1958: Hayat Cehennemi
- 1959: Feryat
- 1959: Serseri
- 1960: Can Mustafa
- 1961: Acı Zeytin
- 1961: Cambaz Kızın Aşkı
- 1962: Bir Aşk Günahı
- 1962: Bir Milyonluk Macera
- 1962: İkimize Bir Dünya
- 1963: Aşka Tövbe
- 1964: Çapkınım Hovardayım
- 1964: Kan Ve Gurur
- 1964: Son Karar
- 1965: Kardeş Belası
- 1966: Allahaısmarladık İstanbul
- 1966: Ay Yıldız Fedaileri
- 1966: Kanlı Pazar
- 1967: Akşam Yıldızı
- 1968: Günahsızlar
- 1968: Kahveci Güzeli
- 1969: Büyük Öç
- 1969: Kadın Paylaşılmaz
- 1970: Aşk Sürgünü
- 1970: Öksüz Gülnaz
- 1971: Donkişot Sahte Şövalye
- 1972: Akrep Mustafa
- 1972: Hazreti İbrahim
- 1972: Kaçak
- 1972: Sen Alın Yazımsın
- 1973: Hayat Bayram Olsa
- 1973: Sarı Kız
- 1975: Yakalarsam Severim
- 1984: Parkta Bir Sonbahar Günüydü

Produzent
- 1948: Kahraman Mehmet
- 1950: Akdeniz Korsanları
- 1952: Adaktepe
- 1956: Bırakın Yaşayalım

Drehbuchautor
- 1948: Kahraman Mehmet
- 1950: Akdeniz Korsanları
- 1952: Adaktepe